# Mimosebasmia
Mimosebasmia is een kevergeslacht uit de familie van de boktorren (Cerambycidae). De wetenschappelijke naam van het geslacht werd voor het eerst geldig gepubliceerd in 1946 door Pic.

## Soorten
Mimosebasmia is monotypisch en omvat slechts de volgende soort:
- Mimosebasmia purpurea Pic, 1946